# Parafia św. Katarzyny w Waliszewie
Parafia Świętej Katarzyny w Waliszewie jest jedną z 10 parafii leżącą w granicach dekanatu kiszkowskiego. Erygowana w XIV wieku. Mieści się we wsi Waliszewo (jest połączona unią personalną z parafią w Sławnie).

## Dokumenty
Księgi metrykalne: 
- ochrzczonych od 1945 roku
- małżeństw od 1945 roku
- zmarłych od 1945 roku